# Paolo Basso

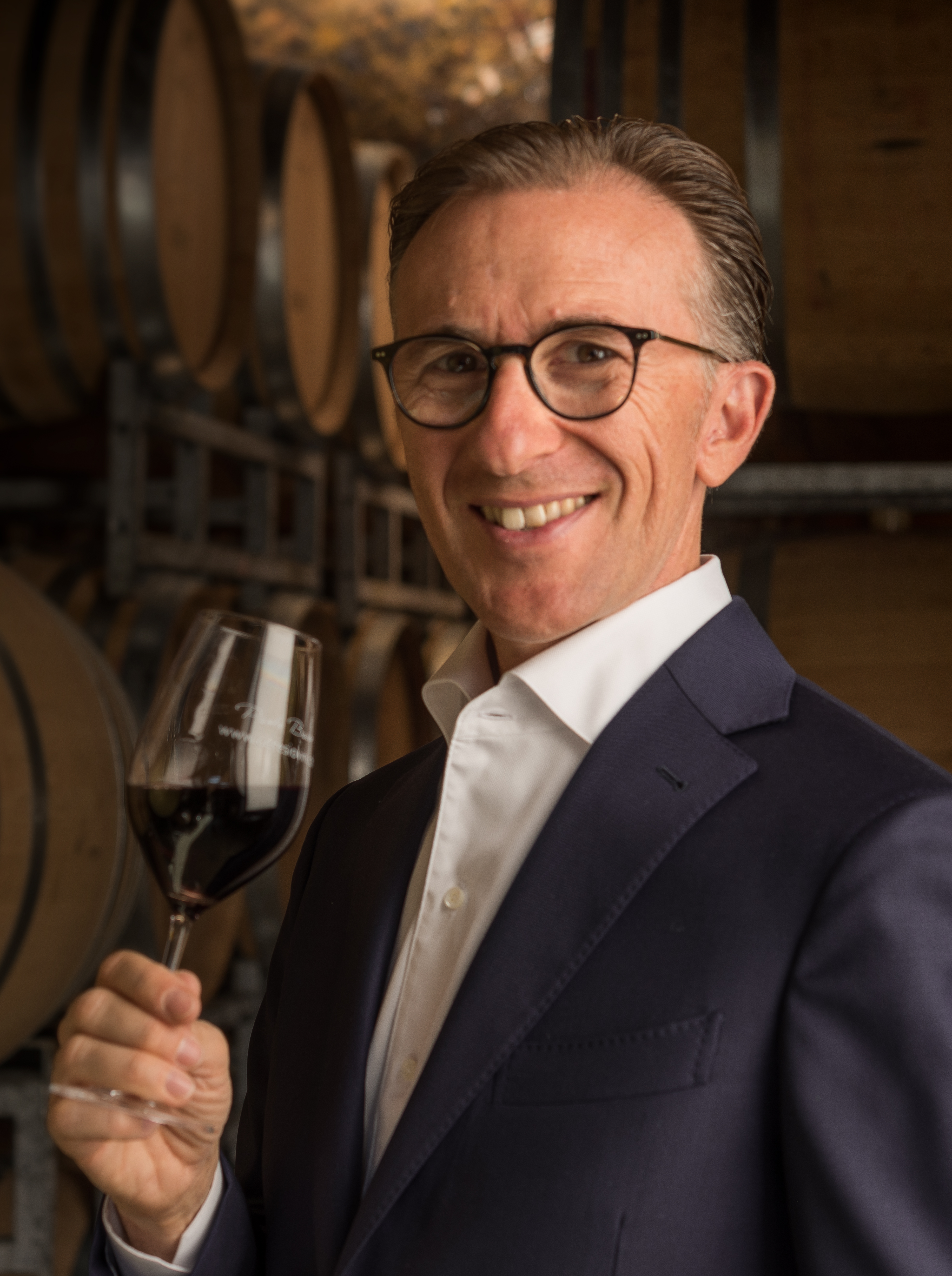
Paolo Basso

Paolo Basso (* 31. Oktober 1966 in Besnate (Lombardei)) ist ein Schweizer Weinhändler und Sommelier. Er ist Gewinner der Weltmeisterschaft der besten Sommeliers 2013 in Tokio.

## Biografie
Paolo Basso ist gebürtiger Italiener und lebt heute im Kanton Tessin mit Doppelstaatsangehörigkeit von Italien und der Schweiz. Er studierte an der Hotelfachschule Sondalo im Veltlin (Italien) und setzte seine Ausbildung beim Schweizerischen Verband der Berufssommeliers (ASSP) fort. Heute ist er Mitglied der ASSP und Leiter der Wettbewerbe.
Seine Erfahrung im Segment der Önologie sammelte er bei Badaracco und Arvi, zwei führenden Schweizer Unternehmen in diesem Bereich. Er war weltweit als Berater für die Kempinski-Hotelgruppe und als Lektor an der École hôtelière de Lausanne tätig. Er hat ausserdem mit den Marken Nespresso, Acqua Panna, S. Pellegrino und Carrefour France zusammengearbeitet und zum Erfolg der berühmten "Foire aux Vins" beigetragen, bei der er als Sommelier und Berater die bekannte Weinselektion der Carrefour-Gruppe zusammengestellt hat.
Er hat in verschiedenen gastronomischen Restaurants, welche von den wichtigsten Gastronomieführern ausgezeichnet wurden, als Sommelier und in der Funktion als Berater für die Weinkaraten gearbeitet.
Sein erster Erfolg bei Sommelierwettbewerben war 1997 der Titel Bester Sommelier der Schweiz. Im Jahr 2018 erhielt er den Doktortitel Honoris Causa für sein Engagement in der Wissensvermittlung der Weinkunde.
Paolo Basso ist einer der 6 Sommelier der Welt, welche sowohl den Titel Bester Sommelier Europas (2010 in Strassburg) und Bester Sommelier der Welt (2013 in Tokio) gewonnen haben.
Er ist Mitglied der Jury von Verkostungswettbewerben wie dem Decanter World Wine Award in London, dem Grand Prix du Vin Suisse in Sierre, dem 5 Stars Wines Award bei Vinitaly in Verona und arbeitet regelmäßig mit verschiedenen Fachzeitschriften, wie zum Beispiel Sommeliers International, zusammen. Er ist auch Mitglied des Fachausschusses der Association de la Sommellerie Internationale (ASI), die weltweit für die Durchführung der Sommelier-Wettbewerben verantwortlich ist.
Er unterrichtet am Glion Institute of Higher Education, der Changins Wine Schule und der Worldsom Academy in Bordeaux. Er ist als Dozent, Organisator von enogastronomischen Anlässen, Berater für die Weinauswahl und arbeitet für die Förderung von Schweizer Weinen mit der Organisation Swiss Wine Promotion zusammen.
Als Unternehmer betreibt er die Paolo Basso Wine, mit Sitz in Lugano, berät und verkauft Qualitätsweine im In- und Ausland. Daneben ist er auch Weinproduzent im Tessin. Seit 2014 selektioniert er Weine für die Fluggesellschaft Air France, welche im Jahr 2018 und 2019 mit dem Preis "Best Airline Wine List of the World" ausgezeichnet wurde.
Im Jahr 2014 wurde er vom Comitato Grandi Cru d'Italia zum Sommelier des Jahres gewählt und erhielt 2016 den Maestro d'Arte e Mestieri Preis, der von der Stiftung Cologni der Meister des Kunsthandwerkes und Alma International School of Italian Cuisine verleiht wird.

## Liste der Titel und Auszeichnungen
- 1997: Bester Schweizer Sommelier
- 2010: Bester europäischer Sommelier
- 2013: Weltbester Sommelier
- 2018: Honoris Causa Doktorat (Dr. hc.)

## Werke
- Paolo Basso mit Pierre-Emmanuel Buss – Le vin selon le meilleur sommelier du monde – Herausgeber Favre 2016, ISBN 978-3-03768-183-1
- Paolo Basso – Sommelier’s Heaven: The Greatest Wine Cellars of the World – Herausgeber Braun Publishing 2015